# Adolfo Baloncieri
Adolfo Baloncieri (ur. 27 lipca 1897 w Alessandrii, zm. 26 lipca 1986 w Genui) – włoski piłkarz, kapitan reprezentacji Włoch, z drużyną brązowy medalista olimpijski w 1928 r.
W latach 1920–1930 rozegrał 47 spotkań we włoskim zespole narodowym, strzelając 25 bramek. Występując w meczach turniejów olimpijskich w latach 1920, 1924 i 1928 zajmuje drugie miejsce w klasyfikacji wszech czasów tej imprezy pod względem liczby rozegranych spotkań.
Grał we włoskich zespołach Alessandria, Torino FC i Comense.